# Musi
För andra betydelser, se Musi (olika betydelser).
Musi är en sjö i Mora kommun i Dalarna och ingår i Dalälvens huvudavrinningsområde. Sjön har en area på 0,342 kvadratkilometer och ligger 200,2 meter över havet. Vid provfiske har abborre och gädda fångats i sjön.

## Delavrinningsområde
Musi ingår i det delavrinningsområde (677497-142641) som SMHI kallar för Utloppet av Musi. Medelhöjden är 202 meter över havet och ytan är 0,83 kvadratkilometer. Det finns inga avrinningsområden uppströms utan avrinningsområdet är högsta punkten. Vattendraget som avvattnar avrinningsområdet har biflödesordning 3, vilket innebär att vattnet flödar genom totalt 3 vattendrag innan det når havet efter 333 kilometer. Avrinningsområdet består mestadels av skog (51 procent). Avrinningsområdet har 0,34 kvadratkilometer vattenytor vilket ger det en sjöprocent på 40,9 procent.